# بيير ماري أود
بيير ماري أود (بالفرنسية: Pierre Marie Heude)‏ مبشر يسوعي وعالم أحياء فرنسي، ولد في فوجير بفرنسا، في 25 يونيو 1836، وتوفي في الكلية اليسوعية في زي-كا-وي قرب شانغهاي، الصين في 3 يناير 1902.